# Porta Palazzo
A Porta Palazzo vivono, si incontrano e si scontrano l’Europa, l’Africa e l’Asia.»
Porta Palazzo (Pòrta Pila, o anche Pòrta Palass, in lingua piemontese) è una delle cinque parti del quartiere torinese Aurora. 
Il suo fulcro è l'ottagonale piazza della Repubblica che, con i suoi 51300 m², è la piazza più estesa della città e ospita quotidianamente il mercato all'aperto più grande d'Europa. Il resto del sotto-quartiere è compreso tra la Dora Riparia, corso Regina Margherita (confine con il Centro), corso Giulio Cesare (confine con Borgo Dora) e corso Regio Parco (confine con Vanchiglietta).

## Toponimo
Il nome trae origine dalla antica porta romana d'accesso nord-ovest-nord della città, la Porta Principalis dextera, chiamata poi Palatina o "Comitale", oppure anche "Porta Doranea", nel contesto dell'originario castrum romano cintato (Quadrilatero Romano) di Julia Augusta Taurinorum nel 28 d.C. circa, e dalla quale si accedeva al Cardo massimo (l'attuale via Porta Palatina).

Di questa porta rimangono soltanto alcuni ruderi delle mura originali di cinta, mentre le odierne torrette in mattoni, ancor oggi visibili, sono frutto dell'imponente opera di studio sull'originale e del relativo restauro di Alfredo d'Andrade nel 1901.

Il nome "Palazzo" sarebbe da attribuirsi alla vicina Casa del Senato, edificio di certo periodo alto-medievale dietro largo IV Marzo e al quale si accedeva attraverso la porta pusterla (un varco minore), ma eretto su una costruzione romana già preesistente dove, verosimilmente, si accedeva al Forum civico (l'attuale zona del Palazzo di Città), ovvero il centro del castrum romano.

## Storia

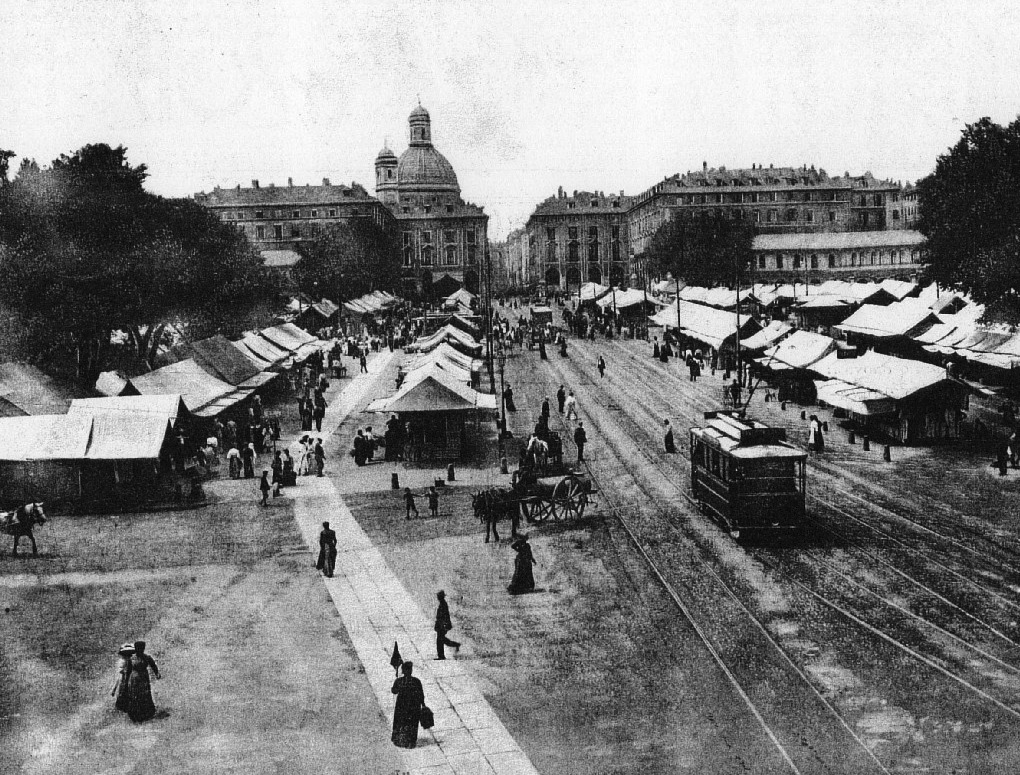
Una veduta della piazza e del mercato nella seconda metà dell'Ottocento

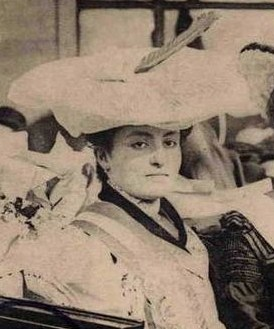
Un'immagine di Rosina Ferro Pia, eletta "Reginetta Palatina" del mercato di Porta Palazzo, 1905.

Zona di confine settentrionale dell'antico castrum (furono rinvenuti anche i resti del Teatro Romano), la parte sud fu sempre ben collegata col centro cittadino, sviluppandosi soprattutto attorno all'attuale Duomo di piazzetta San Giovanni, chiesa dapprima longobarda, poi completamente rimaneggiata in periodo rinascimentale, e dal lato occidentale di Palazzo Reale (dal 1940 sede del Museo di antichità di Torino). Dalla parte sud-occidentale invece, si accede alla zona chiamata "Quadrilatero Romano".

Il lato nord di Piazza della Repubblica invece, è principalmente occupato dal rione Borgo Dora, inserito nel quartiere Aurora e delimitato dal grande corso Regina Margherita che - di fatto - taglia in due, da est a ovest, la grande piazza. Anticamente, questo viale era denominato semplicemente "Strada di Circonvallazione"; all'angolo con l'antico vicolo San Giobbe (l'attuale Corso XI Febbraio), esistevano delle sorgenti d'acqua, ritenute miracolose e attribuite alla dea romana Minerva, quindi successivamente dedicate a Santa Barbara e a San Massimo, e pertanto il grande corso fu chiamato "Viale di San Massimo e di Santa Barbara" per molti anni, per poi titolarlo alla regina sabauda soltanto nel 1926. Nell'edificio angolare al suddetto vicolo San Giobbe fu costruita, nel 1882, la caserma dei Vigili del Fuoco, lasciata in abbandono a partire dal 1983.

La via a nord della Piazza si apre invece sull'inizio di Corso Giulio Cesare-Borgo Dora-zona del Balon, dov'era situata l'antica stazione di Torino Porta Milano, già capolinea della ferrovia "Cirié-Lanzo", quindi la Chiesa di San Gioacchino ed il Ponte Mosca sulla Dora Riparia.

## La piazza
Caratterizzata dalla pianta ottagonale, essa è il vero cuore di Porta Palazzo ed è spesso conosciuta con il medesimo nome, tralasciando la sua vera denominazione, ovvero "piazza della Repubblica".

Agli inizi del XVIII secolo, il duca Vittorio Amedeo II avviò un notevole processo di rinnovamento di questa contrada; affidò la realizzazione di una piazza e dei relativi edifici barocchi con i portici, nel 1701, al celebre architetto Filippo Juvarra. Il nuovo assetto prevedeva la realizzazione di un grande piazzale alberato, in cui si sarebbero incrociati i nuovi viali periferici, sorti sul tracciato delle mura abbattute. Lo stesso Juvarra, infatti, dovette progettare un'apertura e quindi un relativo raddrizzamento a sud, sull'attuale via Milano, per permettere un asse ortogonale che proseguisse fino all'attuale corso Giulio Cesare. Nel lato sud-orientale (via Pietro Egidi), infatti, l'antico Palazzo dei Cavalieri (isolato Santa Croce) fu poi modificato dal Ferroggio (1773) per creare l'attuale Galleria Umberto I (terminata da Carlo e Giuseppe Mosca ed Ernesto Melano soltanto nel 1843, e intitolata al re nel 1888).

Parimenti, il lato sud-occidentale (isolato detto di Sant'Ignazio, ovvero via Milano - via Bellezia - via Santa Chiara), che dava sulla zona Quadrilatero Romano, fu rimaneggiato per dar spazio ai nuovi edifici, eretti fino almeno alla chiesa di San Domenico, risalente al XIII secolo, in pieno stile gotico.
L'intera piazza avrebbe dovuto ospitare la nuova piazza d'Armi, che in realtà fu ubicata altrove, e il suo nome divenne quindi "piazza Vittoria" per onorare "Testa di Ferro", il risoluto duca Emanuele Filiberto di Savoia che nel 1557 aveva sconfitto i francesi nella battaglia di San Quintino.

Il progressivo abbattimento delle fortificazioni proseguì ancora nel periodo napoleonico e nel 1802 l'intera area divenne parte integrante della città. Al ritorno dei Savoia nel 1814, nuovi cantieri interessarono la zona e, nel 1819, l'architetto Gaetano Lombardi, nel rispetto della memoria juvarriana, valorizzò gli edifici esistenti, estendendoli con le due ali porticate verso la piazza; tra il 1825 e il 1830 venne così definita l'attuale forma ottagonale, con la collaborazione dell'architetto Formento, che elaborò l'isolato dei macelli nella parte meridionale della piazza.
Completata nel 1837 e rinominata semplicemente "piazza Emanuele Filiberto" (piazza Milano nel tratto porticato), per motivi di spazio e d'igiene assunse la sua attuale vocazione commerciale, diventando ben presto sede dei nuovi mercati, che abbandonarono le loro precedenti collocazioni medievali delle vicine piazzetta delle Erbe (attuale piazza Palazzo di Città) e piazzetta del Pane (attuale piazza Corpus Domini).

Vicino alla piazza, oltre il già esistente Arsenale Sabaudo e il Maglio (1774, esploso nel 1852 e ricostruito), sorsero anche le prime fabbriche della zona Borgo Dora.

L'ultima modifica toponomastica della piazza avvenne all'indomani del referendum istituzionale del 1946, quando acquisì l'attuale nome di "piazza della Repubblica". Il nome di piazza Emanuele Filiberto fu quindi attribuito a una piazzetta adiacente, in zona Quadrilatero Romano, precedentemente chiamata "largo Ignazio Giulio", prima ancora via delle Ghiacciaie e prima ancora via del Baluardo settentrionale.
A partire dagli anni sessanta del XX secolo, Porta Palazzo rappresentò il primo approdo per molti immigrati italiani del Mezzogiorno e, la domenica, divenne luogo deputato all'arruolamento volontario di manovali per l'edilizia. Il contestuale degrado urbano, il sovraffollamento e la carenza di servizi per il crescente numero di residenti convissero con una grande capacità d'attrazione per il più grande mercato quotidiano cittadino e con forme di impegno sociale cattolico e laico. A tal proposito, va ricordato l'operato della parrocchia di Sant'Agostino del Quadrilatero Romano, il vicino Santuario della Consolata, quello di San Gioacchino, l'Associazione Under 16, il SERMIG del vicino Arsenale della Pace.
La forte immigrazione fu poi sostituita, a partire dagli anni ottanta, da una nuova ondata di persone provenienti in gran parte dall'Africa e dall'Asia.
Dal 1996, Porta Palazzo fu oggetto di una radicale riqualificazione, con l'ammodernamento delle strutture esistenti, il rinnovo dell'arredo urbano e la realizzazione di un nuovo sottopasso stradale che ne ha migliorato la percorribilità. È in questo contesto che il 1º marzo 2006 la piazza ospitò la cerimonia di accensione della Fiamma paralimpica.
A gennaio del 2012 fu inaugurato un nuovo cantiere che ha interessato il palazzo dell'Isolato Santa Croce, permettendo il recupero architettonico della facciata juvarriana.

## Il mercato

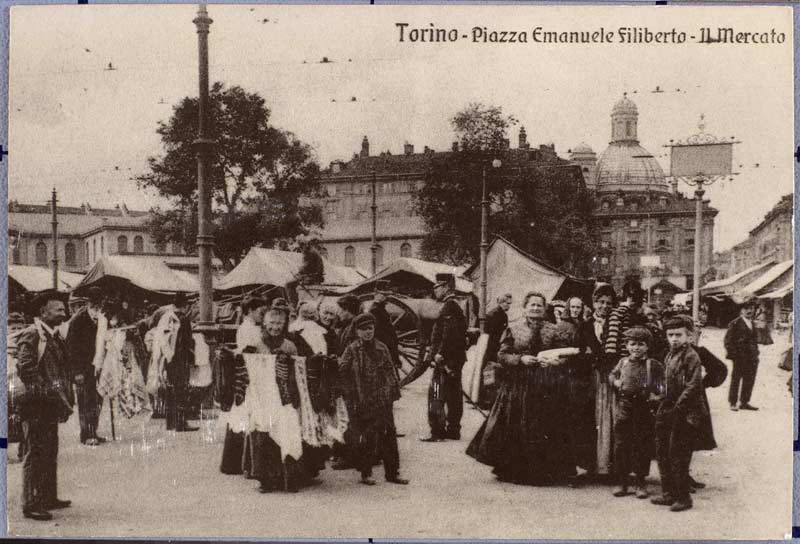
Il mercato di Porta Palazzo nel 1913

(Guido Gozzano)

### L'antica tettoia dell'orologio

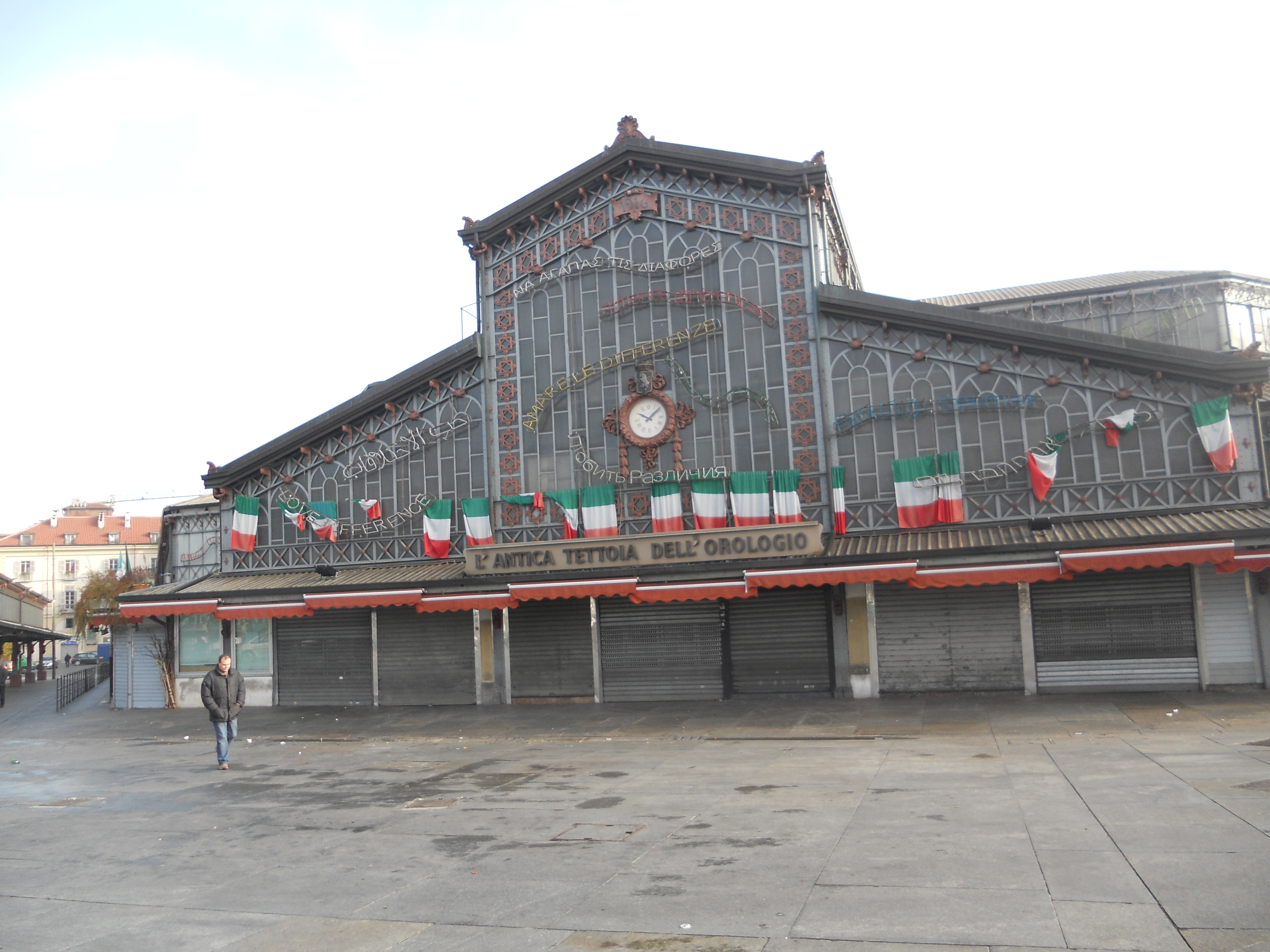
L'antica tettoia dell'orologio durante le celebrazioni per i 150 anni dell'Unità d'Italia

Eretta nel 1916 con il nome di "Padiglione IV", rappresenta un tipico esempio di struttura metallica dell'epoca. Con la ristrutturazione del 1995-1998 fu rinominata con l'attuale dicitura. È il simbolo del grande mercato per eccellenza, e si trova nell'area nord-est, dedicata al solo commercio di prodotti alimentari, suddivisi in 88 punti-vendita numerati.
All'esterno di tale tettoia venne presto a crearsi un parallelo mercato spontaneo all'aperto, fatto da contadini che vendevano prodotti agricoli direttamente ai consumatori, a cui si aggiunsero piccoli artigiani e commercianti con merci di dubbia provenienza o scarsa qualità. Tale porzione di mercato era denominata dai torinesi l mercà dij busiard (il mercato dei bugiardi), ma riscuoteva un buon successo in forza dei prezzi di vendita assai contenuti, tanto che alla fine degli anni '20 alcuni banchi vennero trasferiti all'interno della tettoia, in molti spazi lasciati liberi.

### I padiglioni II e V
Ubicati nell'area sud della piazza, furono costruiti nel 1836 su progetto dell'ingegner Barone. Il primo ospita il mercato del pesce, con 18 punti di vendita, mentre il Padiglione V ha 53 punti di vendita e ospita (come l'antica tettoia dell'orologio) rivendite di carne e generi alimentari. Insieme a questi mercati, ogni giorno vengono allestiti su strada 756 punti di vendita mobili, sui tradizionali carrettini, che diventano ben 796 il solo sabato. 

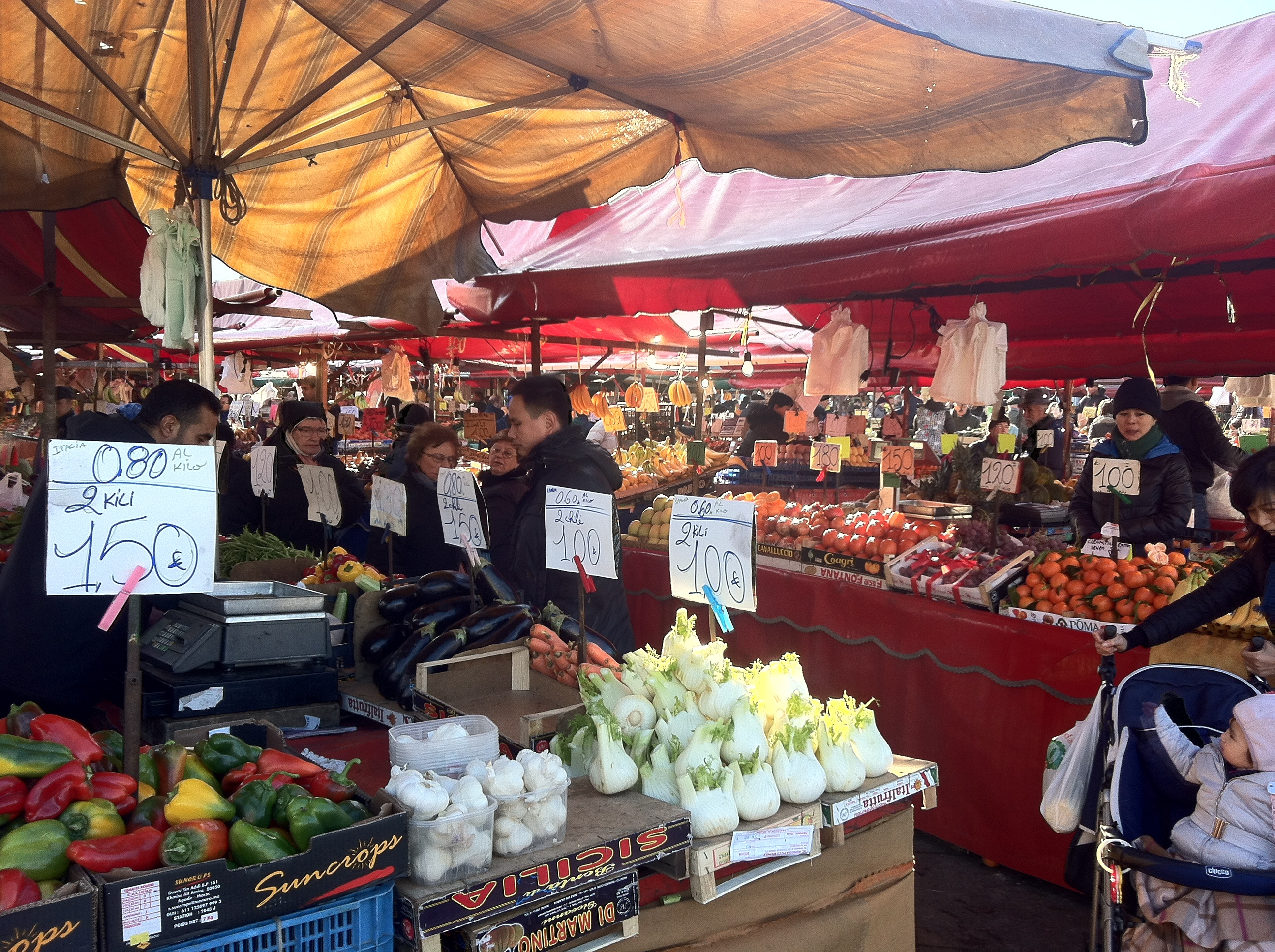
Banchi alimentari

I generi trattati sono molteplici: prodotti ortofrutticoli, alimentari, ittici, caseari, ma anche carne, fiori, abbigliamento e vari articoli di uso domestico. Gestito in una buona percentuale da cittadini extracomunitari, ma anche da una consistente parte di commercianti italiani, esso rappresenta un vero e proprio crocevia di etnie e culture.

### PalaFuksas e antiche ghiacciaie

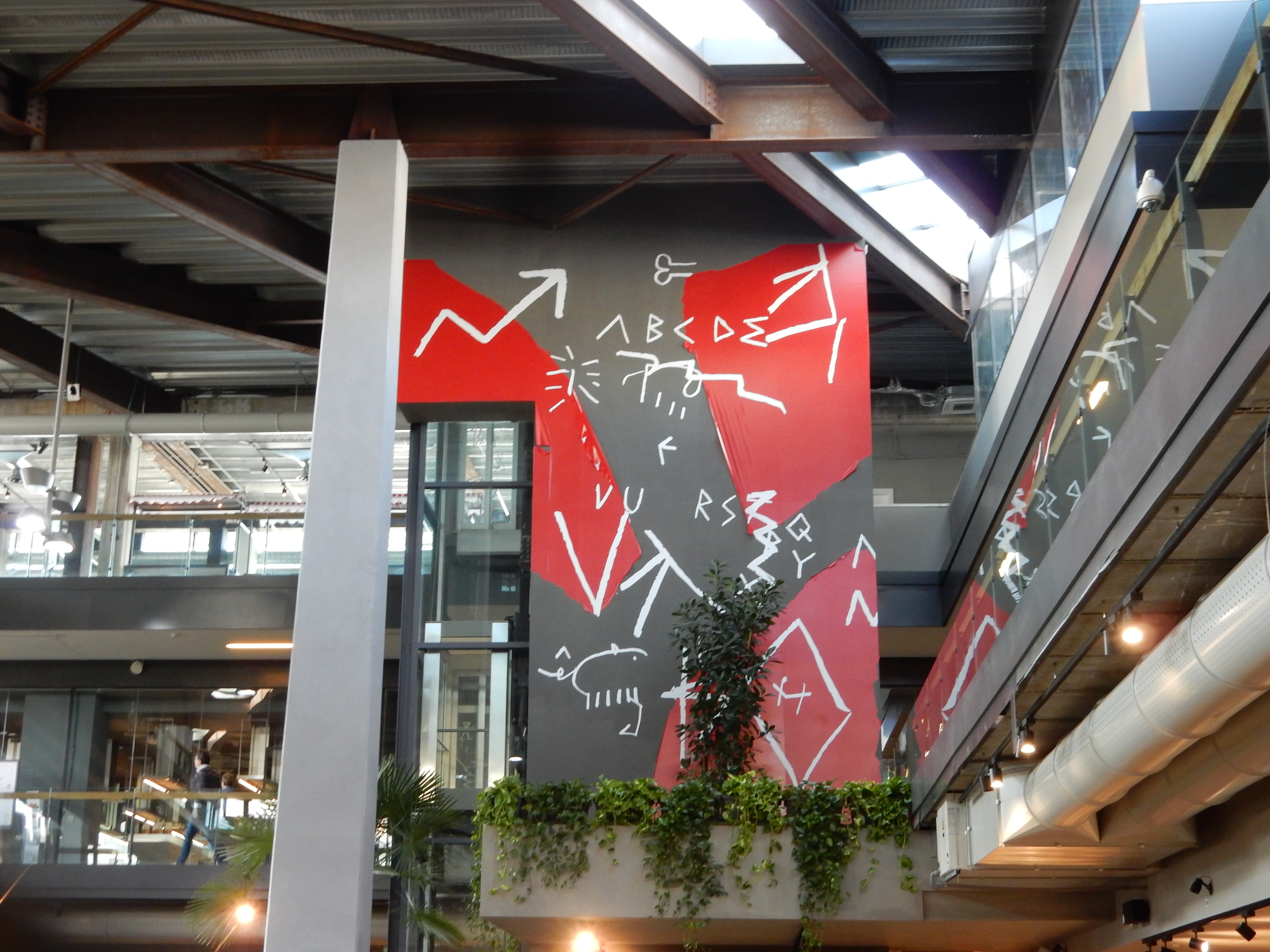
Veduta interna del Mercato Centrale (PalaFuksas)

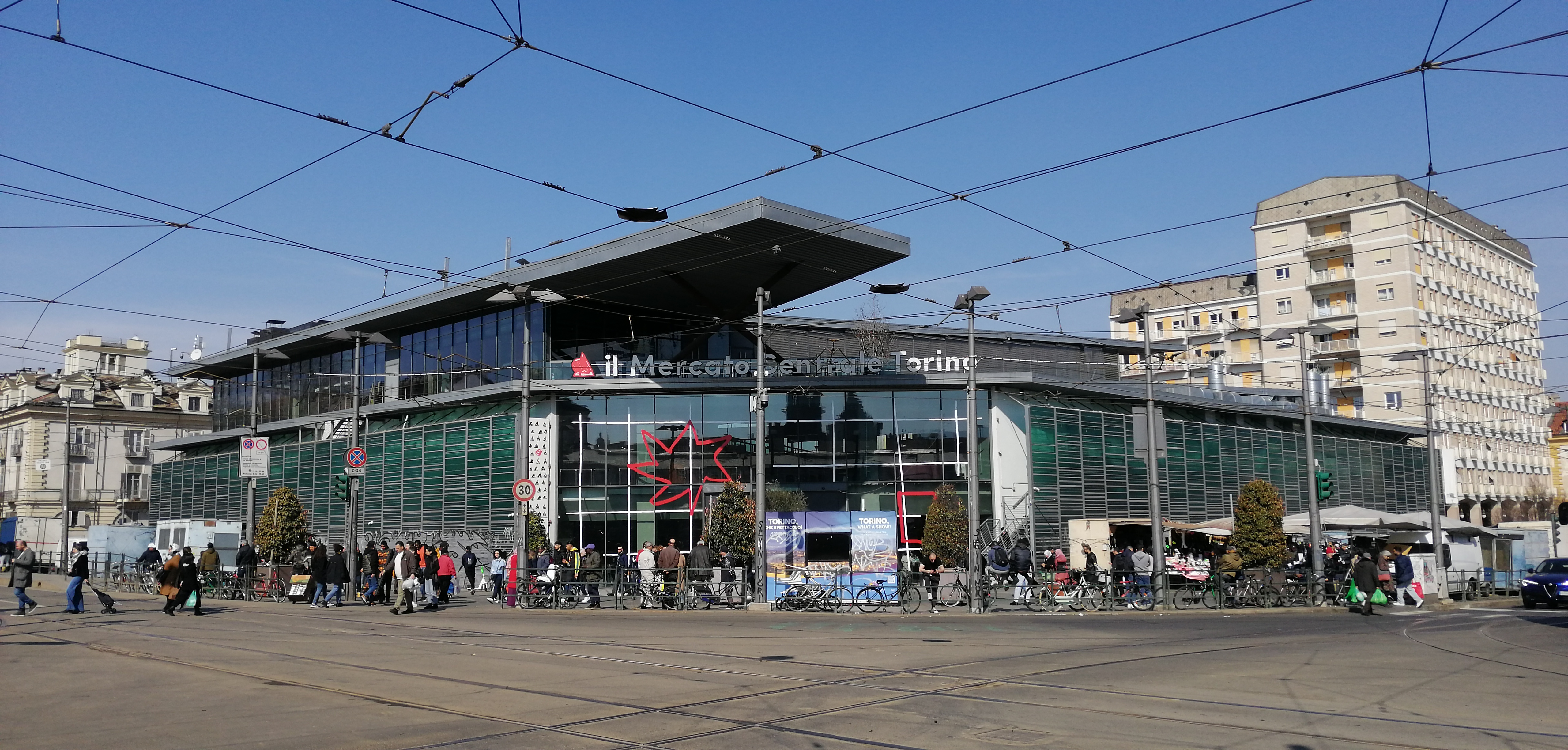
Vista frontale del PalaFuksas nel marzo 2023

Edificio ubicato a nord-ovest, fu realizzato su progetto di Doriana e Massimiliano Fuksas tra il 1998 e il 2005, a seguito della demolizione del preesistente "Mercato dell'Abbigliamento" del 1963. L'attuale struttura, dalla forte connotazione contemporanea, è caratterizzata dall'ampio utilizzo di vetro e metallo brunato, che sottolinea la convivenza di architetture eterogenee sviluppate nell'area durante gli ultimi tre secoli. 
La struttura, con la denominazione di "Centro Palatino", fu inaugurata il 25 marzo 2011 ed ospitava al suo interno 32 negozi, un bar e un ristorante con terrazza all'ultimo piano.

Essa conserva al suo interno due delle più antiche ghiacciaie sotterranee della piazza, rinvenute durante gli scavi. All'interno, un sistema di rampe metalliche consente di percorrere tre dei cinque piani, che ospitano locali commerciali, un ristorante e parcheggi sotterranei.

L'acqua derivata dalla vicina Dora permise, per lungo tempo, la formazione di ghiaccio da conservare. Fino al XIX secolo circa, esso fu conservato nella vicina via delle Ghiacciaie, appunto, in zona Quadrilatero Romano, nel cosiddetto "isolato di San Matilde" che, prima del XIX secolo, era chiamata "via del Baluardo settentrionale", che conduce al vicinissimo Santuario della Consolata.

Nel 1845, poi, l'architetto Barnaba Panizza progettò le recenti ghiacciaie ipogee; tuttavia, esse non ebbero lungo utilizzo. Furono dapprima adibite a deposito di carretti del mercato, poi, nel 1873, ne venne ordinata una parziale demolizione, poiché divenute "luoghi luridi e in continuo deperimento". In sostituzione delle vecchie ghiacciaie fu costruito, a poca distanza, un esteso sistema di gallerie elicoidali tuttora utilizzate, il cui ingresso è in via delle Orfane 32.
Il 13 aprile 2019, dopo importanti lavori di riqualificazione in seguito alla chiusura di numerosi punti vendita nel padiglione dell’abbigliamento, viene inaugurato il Mercato Centrale, che offre numerosi angoli gastronomici e ristoranti tipici del territorio e della tradizione culinaria italiana.

## Galleria Umberto I e Basilica Mauriziana

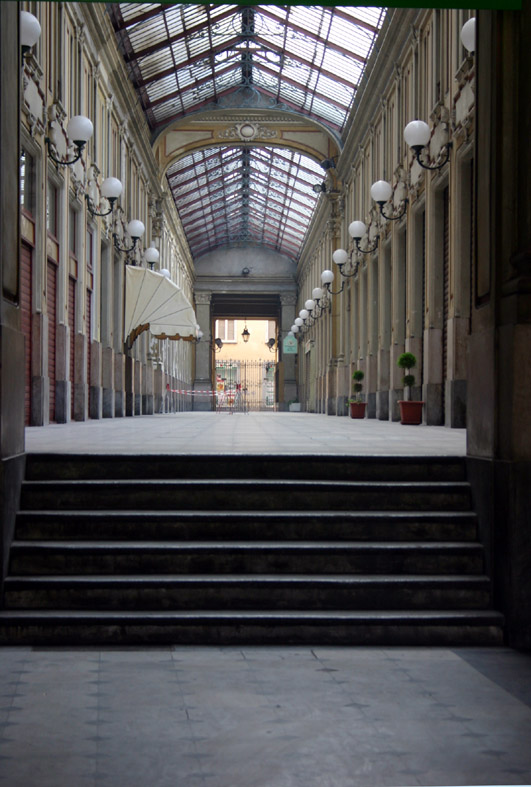
La Galleria Umberto I

Il cosiddetto "isolato Santa Croce", ovvero la zona tra piazza della Repubblica, via Milano, via della Basilica e via Egidi, ospitò il Palazzo dei Cavalieri, prima sede dell'Ospedale Mauriziano dal 1575 al 1884..

Nel 1729 Juvarra coinvolse l'isolato nella grande ristrutturazione già avviata per la confinante piazza; con l'avvento del dominio francese l'Ospedale Mauriziano venne chiuso, ma al ritorno dei Savoia fu riaperto. Nel 1884 l'Ordine Mauriziano trasferì l'ospedale presso corso Stupinigi (l'attuale corso Turati). Nel 1888 l'ormai vetusto edificio fu venduto alla Ditta Bancaria Fratelli Marsaglia, che si occupò del suo recupero con il progetto dell'ingegner Rivetti, che prevedeva la realizzazione di una galleria commerciale intitolata al nuovo sovrano Umberto I. Terminata l'anno dopo su pianta a forma di croce, la Galleria sfrutta i volumi che un tempo costituivano le corsie dell'ospedale. Al suo interno si possono ammirare la pregevole copertura in vetro e metallo e la storica Farmacia dell'Ordine Mauriziano (1575). 

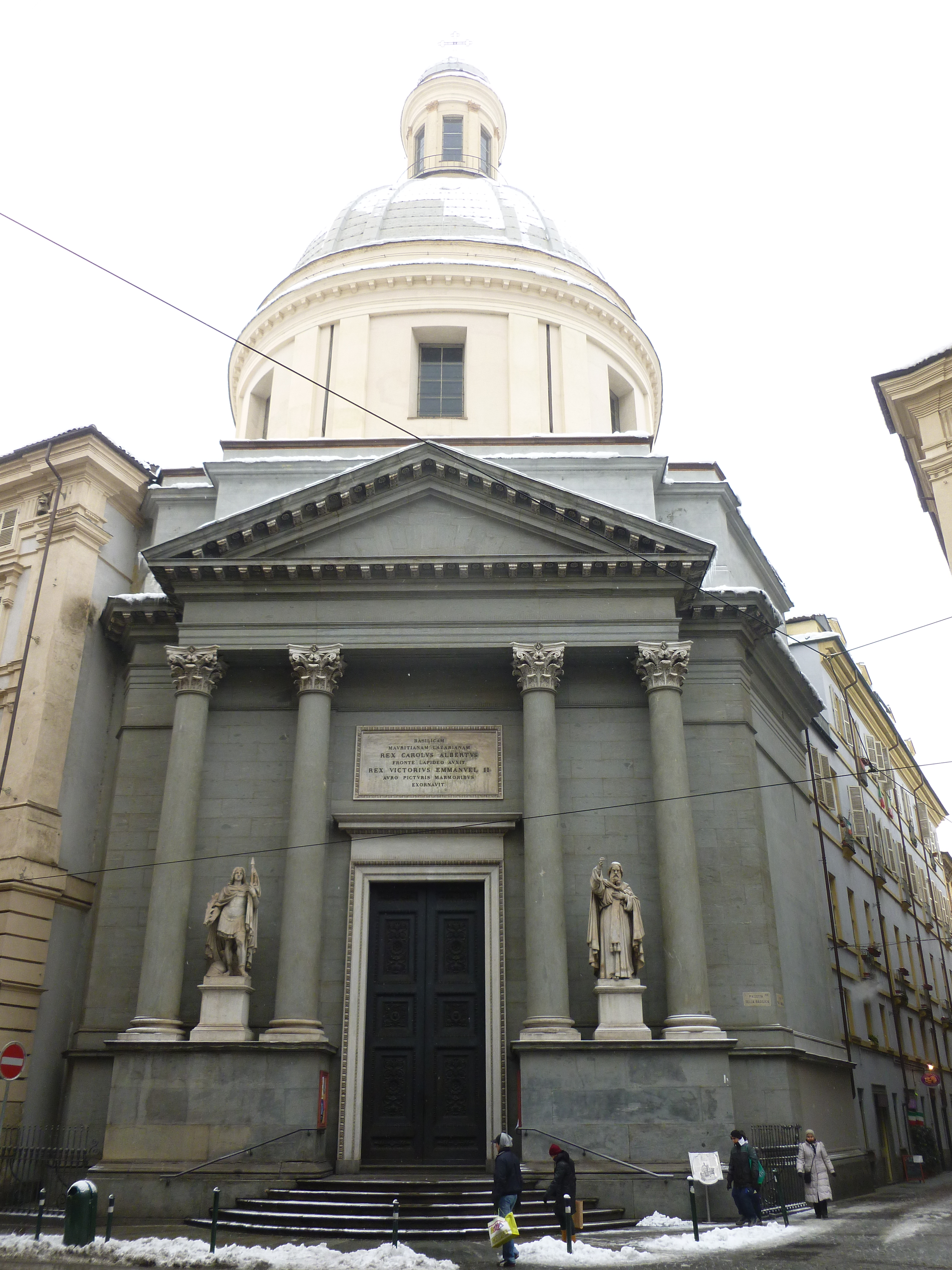
Basilica Mauriziana nella vicina via Milano

La Galleria termina sul retro della grande Basilica Mauriziana, nota anche come Chiesa dell'Arciconfraternita di Santa Croce (che dava quindi il nome all'isolato), ente che aveva finanziato il restauro di una preesistente chiesa dedicata a San Paolo nel 1590 circa. La facciata si apre sullo slargo di via Milano. Nel 1678 l'edificio religioso fu rimaneggiato da Antonio Bettino, un collaboratore del celebre Guarini, quindi dotata dell'ampia cupola che sormonta la navata centrale.
Su volere di Vittorio Amedeo II, poi, nel 1728 la chiesa fu interamente ceduta all'Ordine Mauriziano e divenne quindi Basilica Magistrale dell'Ordine. La facciata fu ridisegnata da Juvarra, ma l'attuale disegno del prospetto principale è opera dell'ingegner Mosca del 1836. All'interno si possono ammirare pregevoli affreschi e un pulpito in stile eclettico disegnato dal Ceppi. I bombardamenti del 1943 causarono ingenti danni, sia esterni che interni all'edificio. 

## Il progettoThe Gate
Da sempre quartiere "popolare", già nel XIX secolo Borgo Dora era punto di ritrovo della malavita locale; con la perdita delle attività pre-industriali l'area a nord di Porta Palazzo subì un marcato degrado edilizio, che portò precarietà abitativa e disagio sociale. Ciò favorì l'identificazione della zona come luogo di prima accoglienza per le componenti più povere dei migranti nella seconda metà del Novecento. Inoltre, i malviventi autoctoni vennero sostituiti da quelli di altre parti d'Italia e in seguito da quelli stranieri, rendendo più acuto il malessere già presente. Negli anni Novanta il Comune, affiancato da numerose associazioni solidali e imprenditoriali, prese consapevolezza di dover intervenire su numerose parti della città dal punto di vista delle strutture e delle dinamiche sociali.  Nacque così nel 1998 il Comitato Progetto Porta Palazzo the Gate, un progetto pilota urbano sostenuto da finanziamenti dell'Unione Europea (FESR), della Città di Torino e del Ministero dei Lavori Pubblici, per innescare un processo di riqualificazione nell'area di Porta Palazzo e Borgo Dora. Il progetto The Gate, organismo no profit a partecipazione mista pubblico-privata, chiuse la sua fase europea nel 2001 con un bilancio positivo di interventi a favore dello sviluppo economico, sociale, culturale, promozionale e di trasformazione, riqualificazione fisica pubblica e privata del territorio. Nel 2002 la Città di Torino decise di proseguire il lavoro avviato dal progetto pilota urbano e di formalizzare la trasformazione del progetto The Gate in Agenzia di Sviluppo Locale, nell'ambito dei programmi complessi di Rigenerazione Urbana della Città.

### L'associazione Emporion
Il 23 gennaio 2006, durante un convegno a Barcellona, nacque Emporion, l'associazione europea dei mercati. I soci fondatori sono quattro realtà significative dell'Europa: il Kozponti Vásárcsarnok di Budapest, il Borough Market di Londra, la Boqueria di Barcellona e Porta Palazzo di Torino. Gli obiettivi che Emporion intende raggiungere sono molteplici, in primo luogo quello di ampliare la rete esistente con l'adesione di altri mercati. Gli esempi non mancano, basti pensare alla Vuccirìa di Palermo, al Bazar Egiziano di Istanbul e a Les Halles di Parigi e Lione. Inoltre, Emporion individua la Commissione e il Parlamento europeo come interlocutori di riferimento con cui costituire un accordo a tutela delle realtà rappresentate. Il sistema di valori che l'associazione vuole promuovere si affida a concetti di aggregazione sociale, scambio di opinioni, confronto multiculturale e salvaguardia della sicurezza alimentare.

## IlBalon

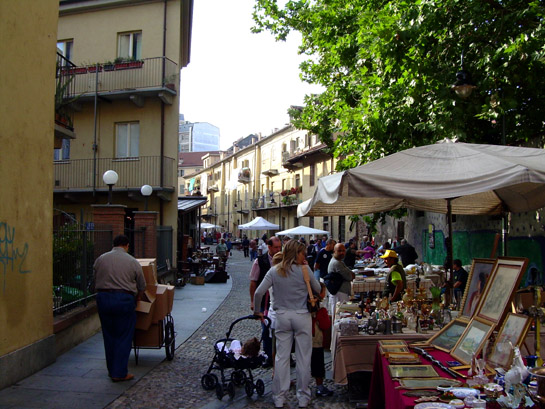
Uno scorcio del Balon

A nord della grande piazza della Repubblica, ma già totalmente compreso nel confinante quartiere Aurora, si trova il Balon, ovvero lo storico mercato delle pulci di Torino, nato verso la fine del Settecento, che originariamente era ubicato nei pressi dell'attuale piazza Emanuele Filiberto. Con il nome del celebre mercato dell'usato sovente si intende anche la stessa sottozona di Borgo Dora, che sorge sulle rive della Dora Riparia, già parte del vicino quartiere Aurora.
Dall'estate del 2012 in corrispondenza del suddetto quartiere, cuore del Balon, è stato posizionato un aerostato che, ancorato con un cavo di acciaio, effettua voli turistici fino a 150 metri di altezza, dando la possibilità di godere di un vasto panorama sulla città e divenendo il nuovo simbolo di questo storico quartiere.
Dal mese di giugno 2019 l'aerostato è stato fermato per manutenzione straordinaria ed è stato definitivamente abbandonato nel novembre 2019.

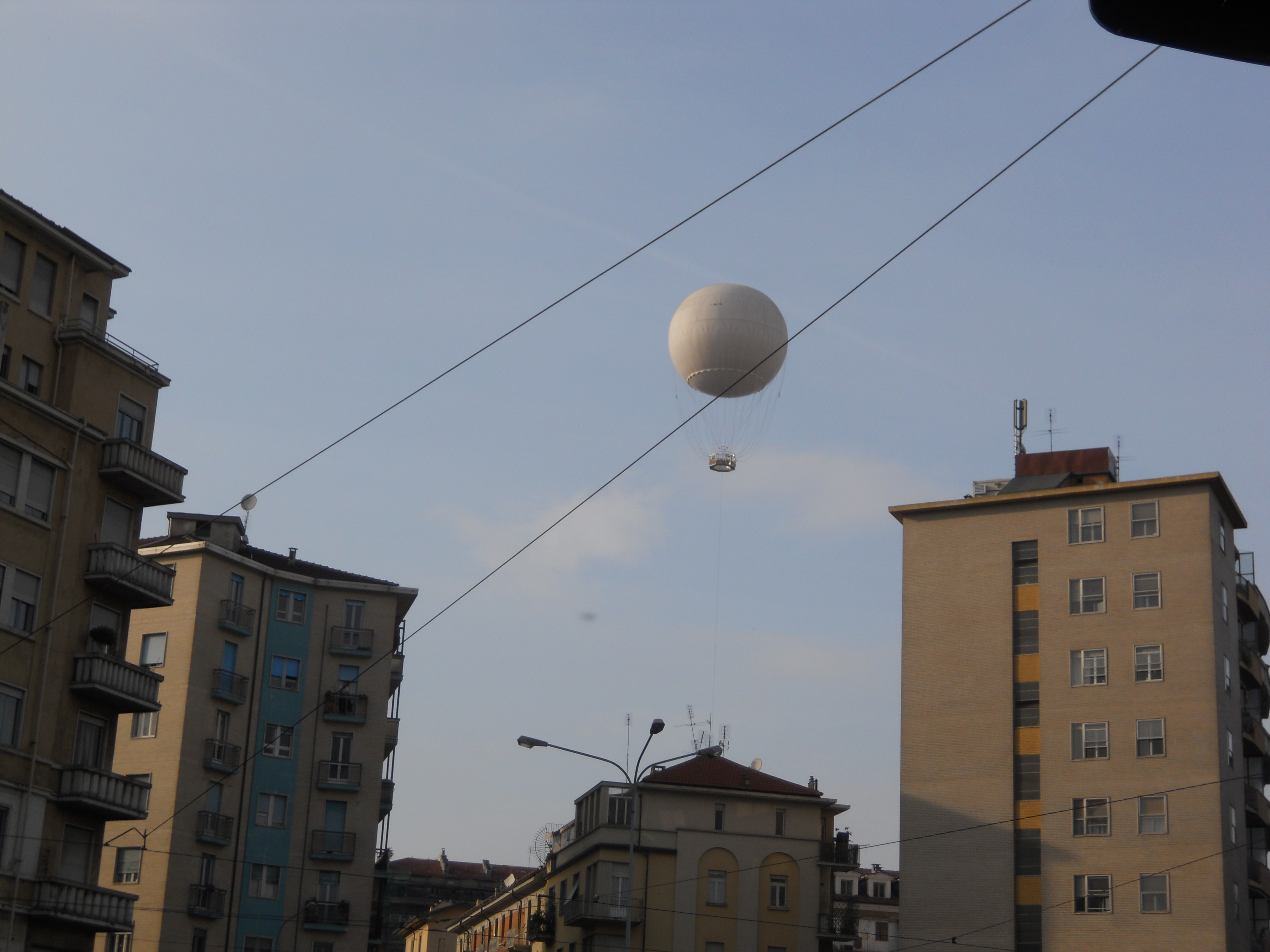
Il pallone aerostatico sopra il Balon, smontato nel 2019 dopo sette anni di attività

## Porta Palazzo nella cultura di massa
- Molte le canzoni popolari piemontesi dedicate a Porta Palazzo, da Tome tomin (e seirass) di Pino Cerruti, a quelle del noto cantautore folk torinese Gipo Farassino, che nacque poco distante da qui: per i primi anni della sua carriera fu chiamato, in piemontese, Gioanin 'd Pòrta Pila e compose e cantò alcuni brani dedicati alla zona, quali, ad esempio, la raccolta Le canson ëd Pòrta Pila (1963) e il singolo Pòrta Pila (1967), rifatto poi da Roberto Balocco
- Il cantautore Gianmaria Testa scrisse una canzone intitolata Al mercato di Porta Palazzo, presente nel suo album Da questa parte del mare del 2006. Il testo della canzone narra di una ragazza che partorisce un bambino nella piazza del mercato in una nevosa mattina d'inverno.
- La piazza viene inquadrata nel film Al bar dello sport, di Francesco Massaro (1983), interamente girato a Torino.
- Il mercato di Porta Palazzo è stato il protagonista di una puntata nella serie di documentari Food Markets: Profumi e Sapori a Km 0, prodotto da Stefilm, casa di produzione cinematografica torinese.
- Portapalazzo è un brano del rapper Willie Peyote contenuto nell'album Sindrome di Tôret (2017).